# آندریا یاگر
آندریا یاگر (انگلیسی: Andrea Jaeger؛ زاده ۴ ژوئن ۱۹۶۵) یک تنیس‌باز اهل ایالات متحده آمریکا است.